# 234761 Rainerkracht
234761 Rainerkracht este un asteroid din centura principală de asteroizi.

## Descriere
234761 Rainerkracht este un asteroid din centura principală de asteroizi. A fost descoperit pe 22 iulie 2002 la Observatorul Palomar în cadrul programului NEAT. Asteroidul prezintă o orbită caracterizată de o semiaxă mare de 2,68 ua, o excentricitate de 0,15 și o înclinație de 6,4° în raport cu ecliptica.